# Parafia św. Stanisława Kostki w Kołczynie
Parafia św. Stanisława Kostki w Kołczynie – parafia rzymskokatolicka, terytorialnie i administracyjnie należąca do diecezji zielonogórsko-gorzowskiej, do dekanatu Sulęcin, erygowana 1 czerwca 1951. W parafii posługują księża diecezjalni.